# Hexenprozesse in Triesen
Die Hexenprozesse in Triesen in Liechtenstein fanden im Zeitraum von 1598 bis 1680 statt. Dabei starben über 100 Menschen, die der Hexerei bezichtigt wurden.

## Hexenprozesse Liechtenstein
Im Gebiet des heutigen Fürstentums Liechtenstein fanden in der Grafschaft Vaduz und in der Herrschaft Schellenberg am Ende des 16. und in der Mitte des 17. Jahrhunderts Hexenverfolgungen statt. Der Höhepunkt lag in den Jahren von 1648 bis 1651: Damals wurden etwa 100 Personen hingerichtet. Weitere Prozesse fanden in den sechziger Jahren und 1675–1676 und 1679–1680 statt. In liechtensteinischen Archiven sind heute praktisch keine Akten aus der Zeit der Hexenverfolgung mehr vorhanden: aus den Protokollbüchern sind sie herausgerissen, vernichtet. Allein für die letzte Phase der Hexenverfolgungen um 1679/80 liegen aufschlussreichere Quellen vor.

## Hexenprozesse Triesen
- Schon 1598, in den ersten bekannten Hexenverfolgungen in Liechtenstein, meldeten örtliche Geschworene der Obrigkeit das verdächtige Verhalten einer Frau aus Schaan, die in Triesen übernachtet hatte und des nächtlichen Hexenfluges beschuldigt wurde.
- Eine Frau namens Nesa (Agnes) wurde von den Triesnern des Schadenzaubers an ihrem erkrankten Vieh verdächtigt.
- Aus der grossen Hexenprozessserie 1648 bis 1651 ist das Geständnis einer Greta überliefert, das sie unter der Folter abgelegt hatte, über Teufelsbuhlschaft, Teufelspakt, Teilnahme am Hexensabbat und Wetterzauber.

In den Hexenprozessen von 1678 bis 1680 wurden aus Triesen folgende Personen hingerichtet:
- Jakob Rig, 1678
- Florian Lampert, 1679
- Anton Banzer, 1679
- Simon Rig 1679
- Martin Nig, Frühjahr 1680
- Georg Nigg im Dezember 1680

## Katharina Gassnerin
Katharina Gassnerin stammte vom Berg und war in Triesen verheiratet. Sie wurde in einem Hexenprozess zum Tode verurteilt. Dramatische Ereignisse folgten.
Der Angeklagten Maria Eberlin aus Planken gelang es, aus dem Schlossgefängnis auszubrechen. Am 4./5. Dezember 1680 hatte sie den Vaduzer Beamten durch den Feldkircher Notar Johann Konrad Heim eine Revokation, Protestation, Kontradiktion zu ihrem Gerichtsverfahren übermitteln lassen. In der Folge widerriefen die anderen sechs bereits Verurteilten – Katharina Gassnerin und Georg Nigg aus Triesen, Peter Ospelt, Maria Ospeltin und Maria Schleglin aus Triesenberg sowie Christina Wagnerin aus Schaan – vor der Hinrichtung mit dem Schwert ihre Geständnisse und erklärten, dass sie unschuldig getötet würden. Der Triesner Pfarrer Valentin von Kriss setzte sich für sie beim Vaduzer Gericht ein. Aber er konnte die geforderte Kaution für die Kosten eines Aufschubs der Hinrichtung nur für Katharina Gassnerin aus seiner Pfarrei aufbringen. Damit hatte er wenigstens ihr Leben gerettet. Ein Gutachten der Universität Tübingen wurde eingeholt, das ihre Unschuld bestätigte. Die Gassnerin lag in der Folge noch mehrere Monate im Gefängnis, bis ihr schliesslich Anfang Juli 1681 die Flucht gelang.
Die Todesurteile gegen die anderen Verurteilten wurden in den letzten Hinrichtungen auf dem Boden des heutigen Liechtenstein am 21. Dezember 1680 vollstreckt (siehe auch: Todesstrafe in Liechtenstein).

## Pfarrer Valentin von Kriss

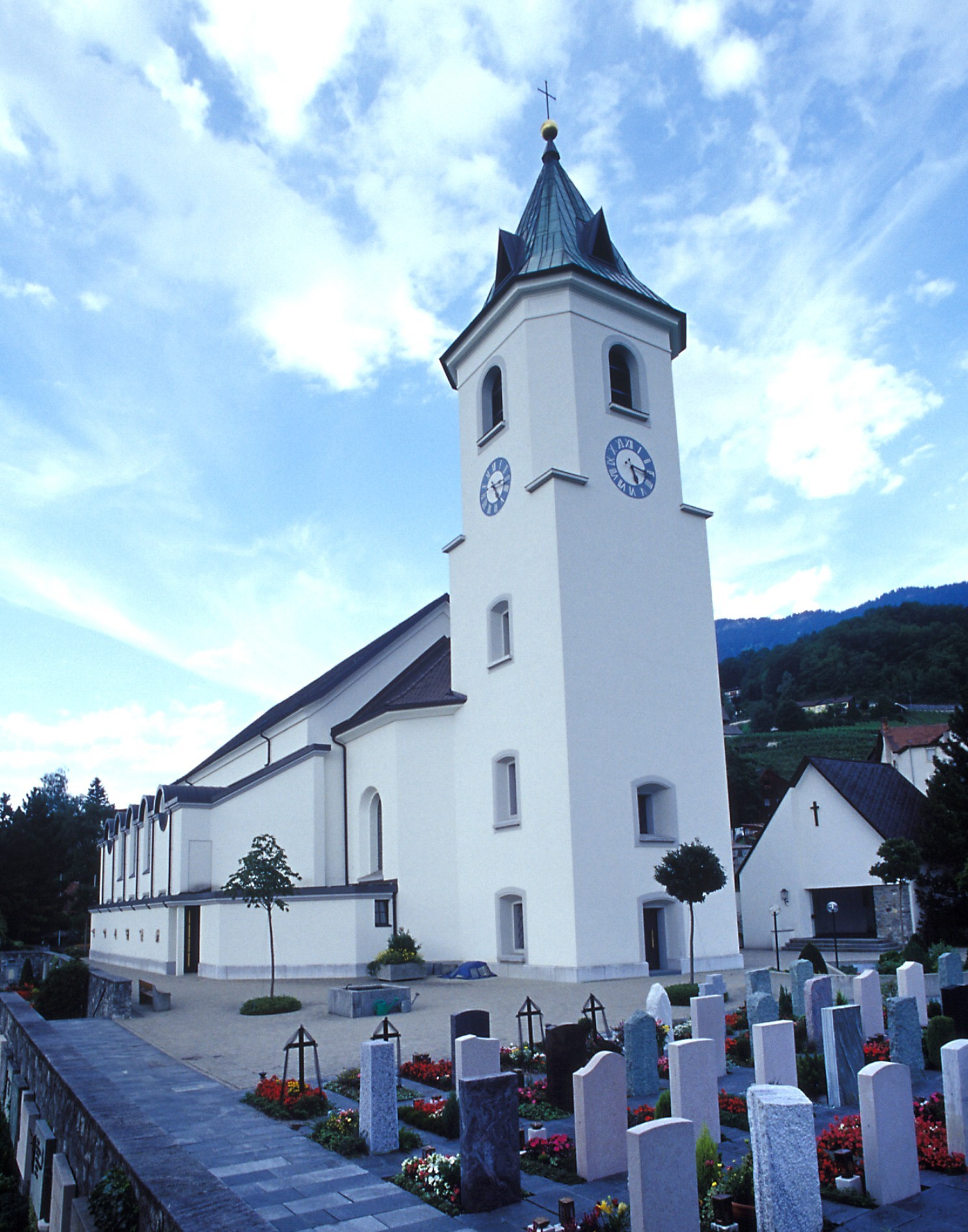
Pfarrkirche St. Gallus

Pfarrer Valentin von Kriss (1630–1692) war Pfarrer in Triesen 1664 bis 1692.
Möglicherweise hatte Pfarrer Valentin von Kriss Anteil an den Ermittlungen gegen Katharina Gassnerin gehabt. Im Dezember 1680 war er jedoch von der Unschuld der bereits verurteilten Gassnerin überzeugt und es gelang ihm, ihre Hinrichtung zu verhindern. Er geriet in Konflikt mit den Befürwortern der Hexenverfolgungen. Anfänglich, nach damaliger Auffassung, hatte er an einen Einfluss von Hexen geglaubt, bis er selbst von Anzeigern (Brennern) auf eine Liste zu verfolgender Hexenmeister gesetzt worden war.
Auf Befehl der geistlichen Obrigkeit unter Bischof Ulrich de Mont zu Chur musste er die Pfarrei für einige Monate verlassen. Pfarrer Valentin von Kriss erhob Beschwerde über die Hexenverfolgungen: Valentin Griss, Parochus zu Triesen, beklagt sich, dass in der Herrschaft Vaduz in Criminalprozessen alles mit grösstem Nachteil der Untertanen nachlässige Justizia administriert werde und bittet deretwegen, endlich ein Einsehen zu tun. Diese Eingabe machte er zusammen mit fünf Untertanen, die aus der Grafschaft Vaduz geflüchtet waren, weil gegen sie schon Untersuchungen wegen Hexerei begonnen hatten: die Brüder Adam und Sebastian Hilti von Schaan, Michael Gassner von Triesenberg, Andreas Rheinberger von Vaduz und Maria Eberlin von Planken. Diese Beschwerde erreichte Kaiser Leopold I. in Wien, der einen Kommissar einsetzte. Als kaiserlicher Kommissar verbot der Fürstabt von Kempten, Rupert von Bodman, 1681 alle Prozesse. Dies führte dazu, dass weitere Hexenprozesse unterbunden wurden. In der Folge wurden sämtliche Urteile der Jahre 1679 und 1680 aufgehoben.

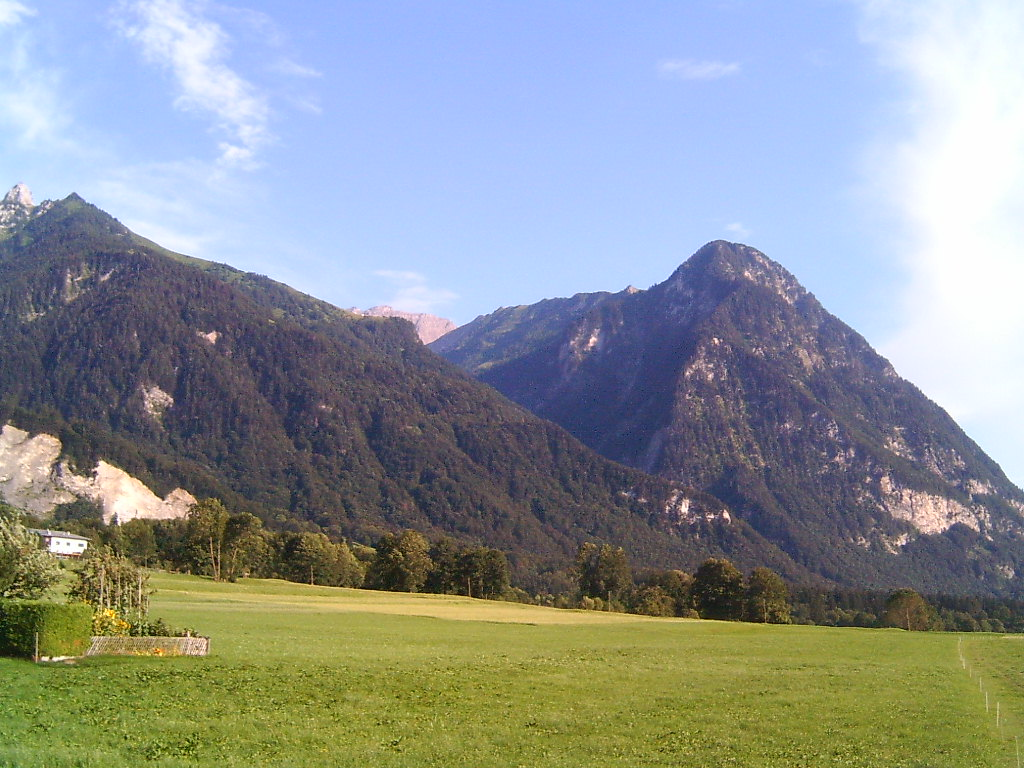
Lawenatobel von Triesen aus gesehen

## Tobelhocker-Sage
Mit Pfarrer Kriss und Christian Gassner aus Triesen verlangte eine Partei von Gegnern der Hexenverfolgung und Nachkommen von Hingerichteten eine materielle und symbolische Wiedergutmachung des Geschehenen und eine Bestrafung der Verantwortlichen. Sie erreichten viele ihrer Ziele nicht, doch in der Volkserinnerung bildete sich eine Sage von den Tobelhockern in der Lawenaschlucht über eine langfristig wirksame symbolische Bestrafung der Verfolger und Denunzianten. Gemäss überliefertem Volksglauben mussten die Seelen der verstorbenen Ankläger – vor allem aus Triesen und aus Triesenberg – im Lawenatobel am Falknis für ihre Untaten büssen, und dies bis zum Jüngsten Tag. Sie wurden als Tobelhocker bezeichnet, wobei ihre Vergehen als Erbschuld auch auf ihre Nachkommen übertragen wurden.
Die in den 1980er-Jahren geplante Errichtung eines Tobelhocker-Brunnens im Zentrum von Triesen war nicht umsetzbar.

## Ende der Hexenprozesse
Die Vaduzer Hexenprozesse fanden ihr Ende 1681, als Kaiser Leopold I. dem Grafen Ferdinand Karl von Hohenems die Fortsetzung der Inquisitionen und der Prozesse untersagte. 1684 entzog ihm der Kaiser die Kriminaljurisdiktion.